# Khaled Kelkal

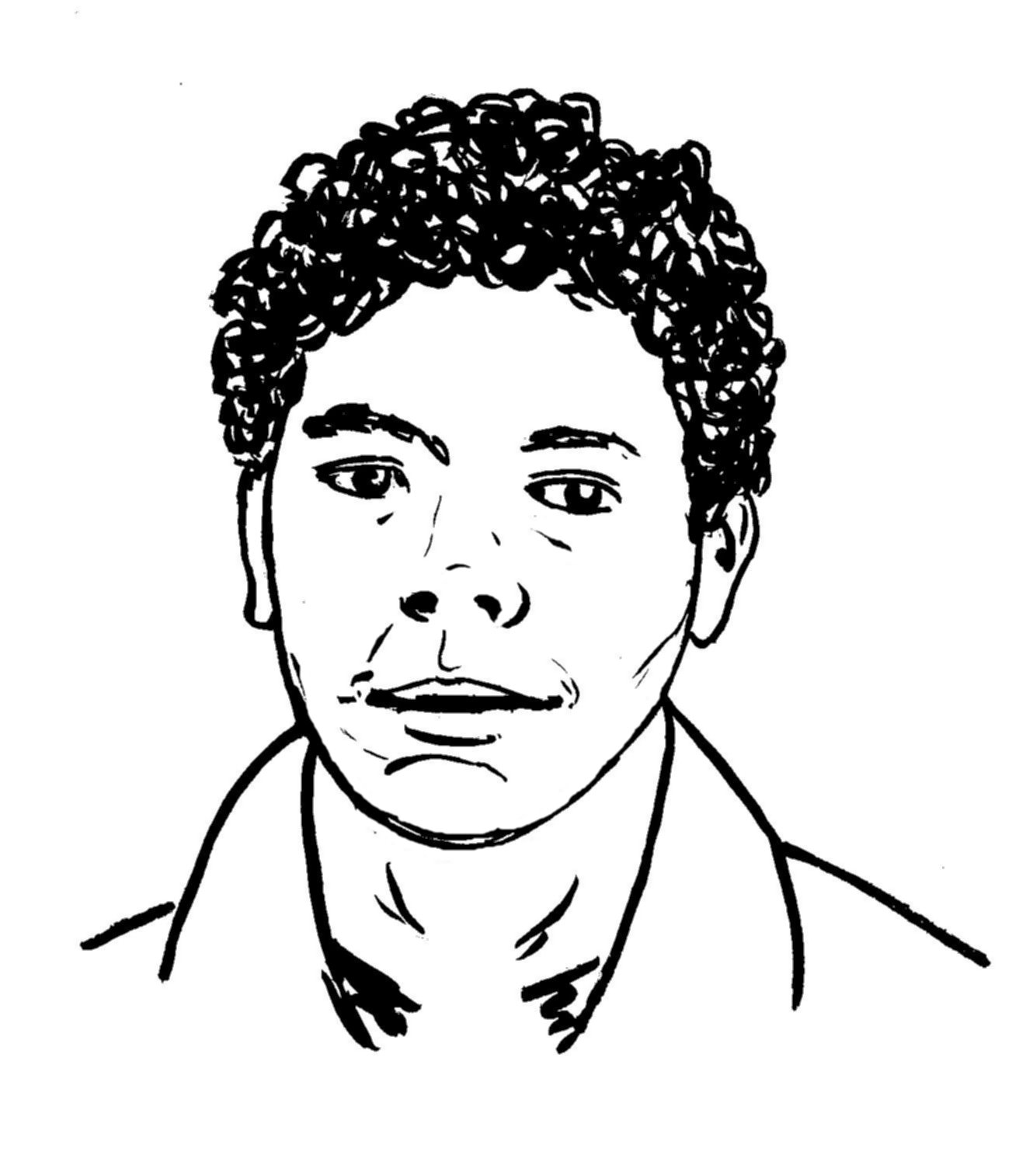
Khaled Kelkal

Khaled Kelkal (* 28. April 1971 in Mostaganem, Algerien; † 29. September 1995 in Vaugneray, Département Rhône) war ein algerisch-französischer Terrorist mit Verbindung zur algerischen Terrororganisation Groupe Islamique Armé (GIA).
Khaled Kelkal kam als Zweijähriger mit seiner Mutter nach Frankreich, wo sein Vater bereits seit 1969 als Arbeiter beschäftigt war. Die Familie lebte in Vaulx-en-Velin, einem Vorort von Lyon. Kelkal hatte vier Schwestern und drei Brüder. Er hatte gute Noten in der Schule und besuchte das Lycée, in etwa das Pendant zur gymnasialen Oberstufe in Deutschland.
Wegen Autodiebstahls wurde Kelkal erst zu vier Monaten auf Bewährung und nach erneuten Delikten zu vier Jahren Gefängnis verurteilt. Im Gefängnis traf er einen muslimischen Häftling, der ihn näher an den Islam führte. Nach seiner Entlassung verkehrte er in der Bilal-Moschee in Vaulx-en-Velin. 1993 besuchte Kelkal Verwandte in Mostaganem, wo er wahrscheinlich von der GIA rekrutiert wurde.
Am 11. Juli 1995 war Kelkal in die Ermordung des Imam Abdelbaki Sahraoui in einer Pariser Moschee verwickelt. Sahraoui galt der GIA als zu moderat.
Am 25. Juli 1995 explodierte im Bahnhof Saint-Michel - Notre-Dame des Pariser S-Bahn-Netzes RER ein Sprengsatz. Acht Menschen starben und rund 200 wurden verletzt.
Im August 1995 wurden dann unter anderem eine Bombe im Hochgeschwindigkeitszug TGV zwischen Paris und Lyon und ein weiterer Sprengkörper vor einer jüdischen Schule im Lyoner Vorort Villeurbanne entschärft.
Die Fingerabdrücke von Khaled Kelkal wurden auf einem Klebeband auf der Bombe im TGV gefunden. Am 29. September 1995 wurde er in einem Waldstück bei dem Weiler Maison-Blanche in der Gemeinde Vaugneray nahe Lyon von Beamten der Gendarmerie nationale gestellt. Kelkal leistete bewaffneten Widerstand und wurde erschossen.
Am 6. Oktober 1995 explodierte eine weitere Bombe in der Pariser Métro-Station Maison-Blanche und verletzte 18 Menschen. Der Anschlag erfolgte zeitgleich mit Kelkals Beerdigung.
Am 17. Oktober wurden weitere 30 Menschen bei einer Explosion im Bahnhof Musée d’Orsay in Paris verletzt. 14 Tage später aber wurde eine Kleingruppe militanter Islamisten im nordfranzösischen Lille verhaftet, die nach Polizeiangaben bei den Vorbereitungen für ein Bombenattentat auf einen Wochenmarkt ertappt wurde.